# Anton Rheinländer

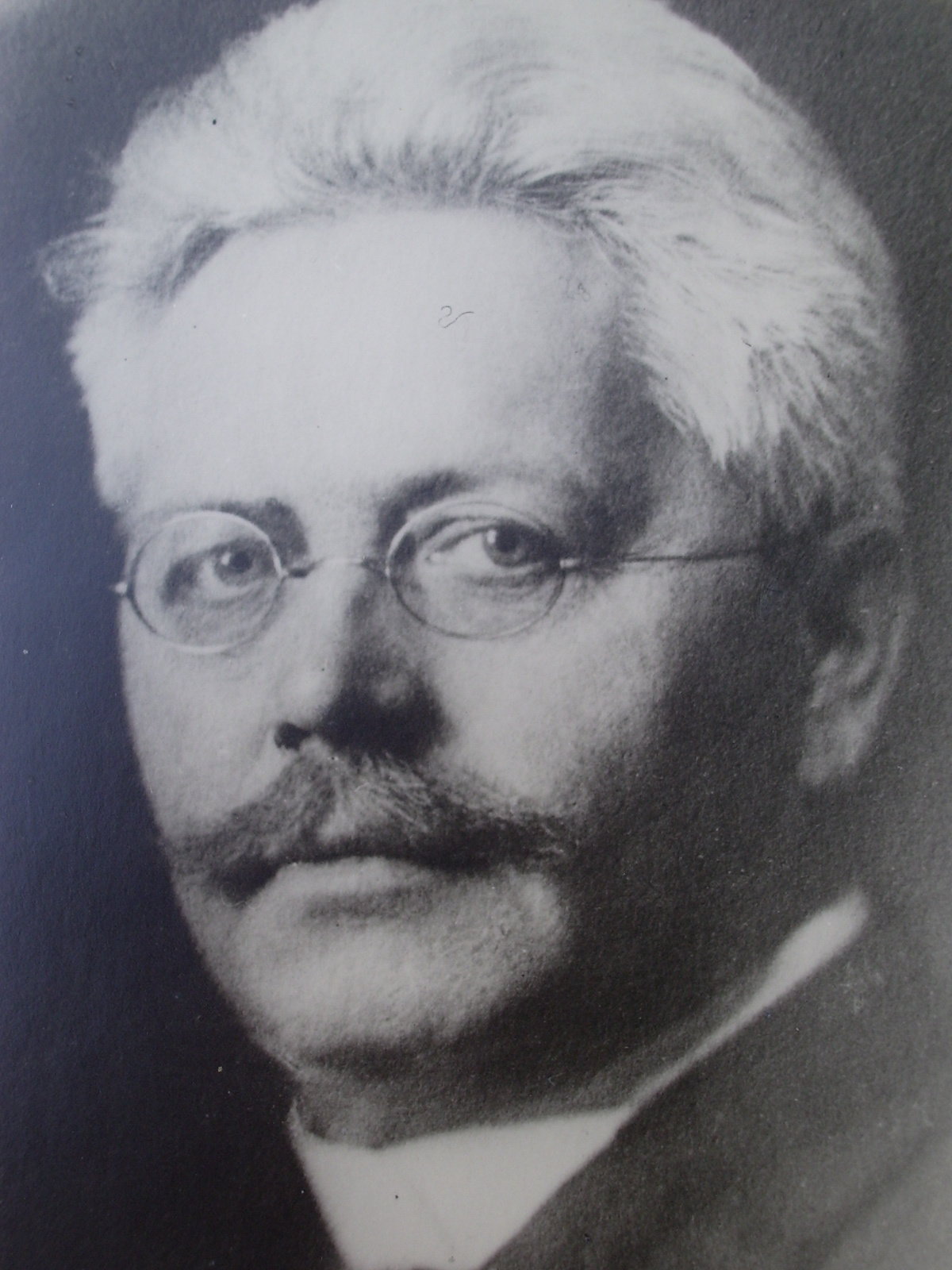
Anton Rheinländer

Anton Rheinländer (* 26. August 1866 in Geisleden bei Heiligenstadt; † 23. März 1928 in Berlin) war ein deutscher Politiker der Zentrumspartei.

## Leben

### Beruf
Nach dem Besuch der Volksschule in Geisleden besuchte Anton Rheinländer, der römisch-katholischen Glaubens war, von 1881 bis 1886 die Lehrerbildungsanstalt in Heiligenstadt. Nach erfolgreichem Abschluss der Lehrerprüfung war er zunächst in Torgau und in Dittelstedt tätig. Zwischenzeitlich absolvierte er 1887 seinen Wehrdienst beim 71. Infanterie-Regiment. 1893 wechselte er nach Hagen in Westfalen, wo er 1895 zum Mittelschullehrer und - nach Bestehen der Rektoratsprüfung - ein Jahr später zum Hauptlehrer befördert wurde. Seit 1900 war er Schulrektor, ab 1923 Schulrat in Münster. Er war Vorsitzender des Katholischen Lehrervereins Westfalen, ab 1921 Vorsitzender des Katholischen Lehrerverbandes des Deutschen Reiches.

### Abgeordneter
Rheinländer wurde bei der Reichstagswahl 1919 als Vertreter des Wahlkreises Regierungsbezirk Arnsberg zum Mitglied der Weimarer Nationalversammlung gewählt. Dort trat er 1919 in einer Rede für eine Abwendung vom soldatischen Vorbild ein, das die Ideologie des Ersten Weltkriegs bestimmt hatte. An Stelle dessen forderte er für die Kinder- und Jugenderziehung, dass Arbeiter, Handwerker und Landwirte in die Vorbildfunktion rücken sollten. Die durch den Krieg in Teilen verrohte Jugend solle durch solches Denken in ein gesittetes Friedensdenken zurückgeführt und ihr Leben mit geistiger Betätigung und körperlicher Leistungsfähigkeit ausgefüllt werden. Rheinländer erachtete die Hochschätzung der Arbeit als eine Grundlage für eine intakte Gesellschaft, ohne dass Arbeit dafür glorifiziert werden müsse. Das gelte es der Jugend zu vermitteln. Die Arbeitsfreude solle bereits den Kindern „in ihr Herz gelegt und das Arbeitsbedürfnis und die Arbeitsfähigkeit schon früh geweckt werden“.
Anschließend war Rheinländer von 1920 bis zu seinem Tode Reichstagsabgeordneter für den Wahlkreis Westfalen-Süd. Zudem war er von 1924 bis 1928 Mitglied im Vorstand der preußischen Zentrumspartei. Sein besonderer Einsatz in den Debatten um das Reichsschulgesetz galt der Bekenntnisschule.

## Familie
Seit 1897 war Anton Rheinländer mit Anna Humpert (1872–1949) verheiratet. Sie hatten fünf Töchter und drei Söhne, unter ihnen Paul Rheinländer (1903–1979), langjähriges Vorstandsmitglied des Vereins deutscher Hüttenleute, der Salzgitter AG, von 1967 bis 1968 deren Vorsitzender. Ein Enkel ist der Genetiker Rüdiger Schmitt.

## Schriften
- Die soziale Stellung des Volksschullehrers in der Gegenwart. Kösel Verlag, München 1913.
- Zentrum und Schulpolitik seit Weimar (in der Reihe Flugschriften der Deutschen Zentrumspartei). Germania, Berlin 1924.
- Die Parteien und die Schulfrage. Eine kritische Übersicht. Kommunal-Schriften-Verlag, Köln 1924.